# Batalha de La Plata (1957)
A Batalha de La Plata foi um engajamento travado em 17 de janeiro de 1957, na vila costeira de La Plata, na cordilheira da Sierra Maestra, em Cuba, durante a Revolução Cubana. É notável como a primeira batalha da revolução após o desembarque do Granma, que foi um sucesso para os rebeldes, que haviam sofrido uma pesada derrota na Batalha de Alegría de Pío, na qual a grande maioria de suas forças foi morta, ferida ou capturada.

## Antecedentes
Em 2 de dezembro de 1956, 82 rebeldes do Movimento 26 de Julho, uma organização revolucionária cubana liderada por Fidel Castro, cujo objetivo era derrubar a ditadura militar de Fulgencio Batista, desembarcaram na costa do sul de Cuba, perto de Playa Las Coloradas, no município de Niquero, em um pequeno iate chamado Granma. Após três dias de caminhada pelas florestas a caminho da Sierra Maestra para travar uma campanha de guerrilha, o guia local os abandonou e informou a localização dos guerrilheiros às patrulhas do exército próximas. Eles logo foram emboscados pelos militares na pequena vila de Alegría de Pío, o que deixou os rebeldes gravemente incapacitados, com a maioria dos 82 homens mortos. Embora os sobreviventes da emboscada tenham conseguido reagrupar-se nas semanas seguintes, apenas 15 dos antigos 82 homens sobreviveram à emboscada e não tinham bens essenciais como armas, equipamento, munição, alimentos e medicamentos. Além disso, tanto na mídia cubana como na internacional, foi amplamente noticiado que a rebelião havia sido esmagada e Fidel Castro havia sido morto.

## Prelúdio

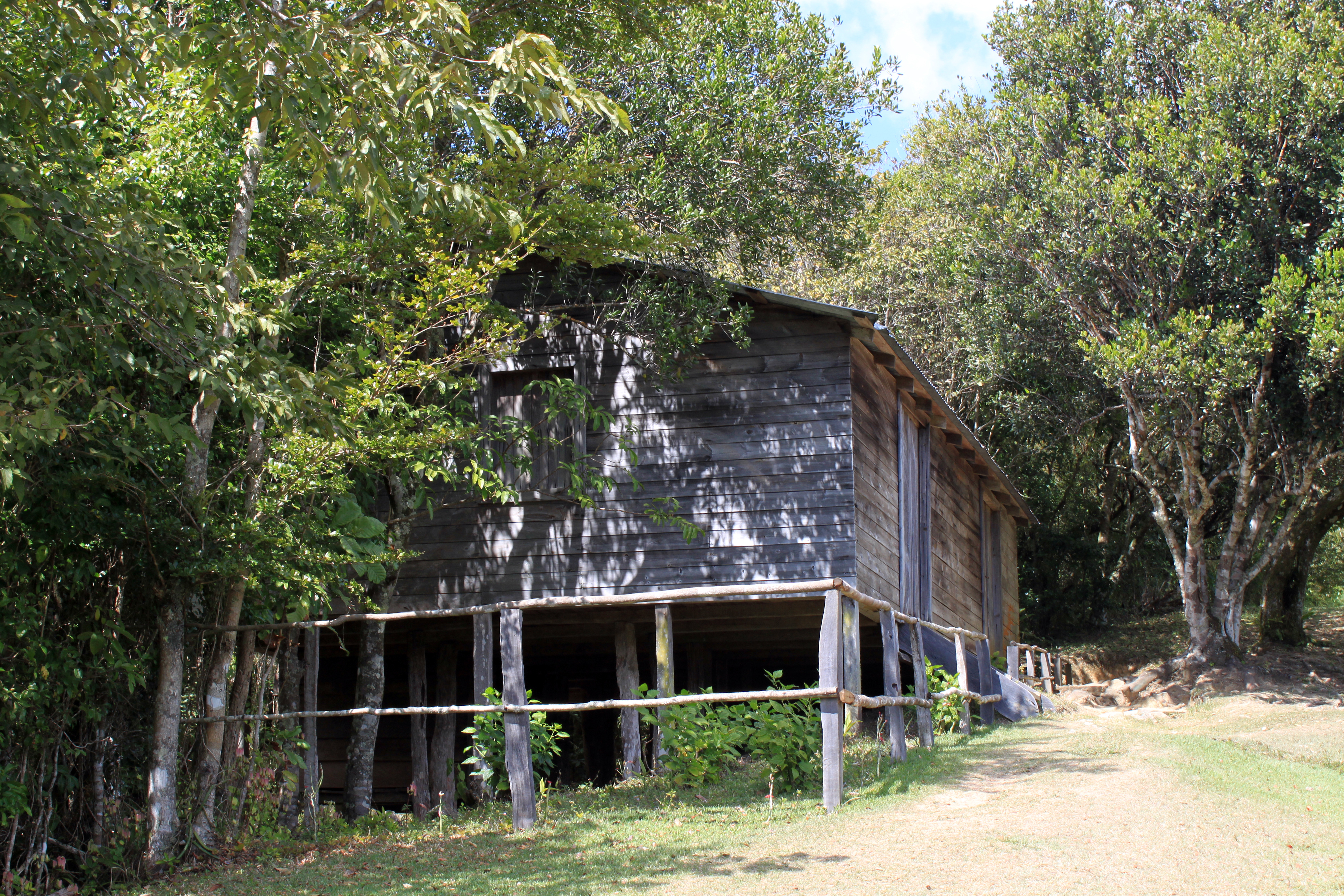
A comandância de La Plata, onde os guerrilheiros M-26-J realizaram o ataque.

Em 14 de janeiro, os rebeldes haviam se aprofundado na Sierra Maestra e escolhido parar no rio Magdalena para treinar o que restava do bando e manter a higiene que haviam abandonado nos dias anteriores. Em seguida, eles escalaram uma pequena cadeia de montanhas e depois chegaram ao rio de La Plata, onde o assentamento e o quartel de La Plata estão localizados no Mar do Caribe, ao longo do rio. Caminhando por um caminho estreito no mato, aberto por um camponês local chamado Melquiades Elías, eles capturaram dois camponeses que se revelaram parentes de seu guia Eutimio Guerra, após o que um foi libertado enquanto o outro foi mantido como medida de precaução. Em 15 de janeiro, eles chegaram às proximidades do quartel de La Plata e, durante os dois dias seguintes, realizaram vigilância no quartel em preparação para o ataque. No dia 16, eles cruzaram o rio de La Prata e fizeram dois camponeses reféns, um deles era informante, o qual disse aos rebeldes que havia cerca de 15 soldados estacionados no quartel. Além disso, disseram-lhes que um dos mais infames capatazes e informantes militares da região, Chicho Osorio, logo passaria pela estrada. Osório era amplamente odiado pelos camponeses da região vizinha devido à sua brutalidade para com os moradores locais. Para os rebeldes, matar Osório ajudaria a ganhar a confiança dos moradores locais, já que na época eles ainda não eram solidários, sendo mesmo indiferentes à revolução.
Mais tarde, Osorio apareceu na estrada, com um garoto negro a tiracolo e embriagado de álcool. Os rebeldes então enganaram Osorio fazendo-o pensar que eram membros da Guarda Rural cubana, após o que Osorio, sem saber, deu informações críticas aos rebeldes, como os nomes de muitos na área que eram simpáticos e antipáticos aos rebeldes, além de evidências incriminatórias de que ele havia espancado camponeses devido a desrespeito percebido e que havia matado dois homens, após o que foi perdoado por Batista. Fidel perguntou a Osorio o que faria com ele se o tivesse capturado, após o que Osorio, sem saber que estava falando com Fidel, gesticulou que o mataria. Ele então mostrou aos rebeldes suas botas, que havia tirado de um membro do M-26 que ele havia capturado e matado no desembarque do Granma. Fidel sugeriu a Osorio que surpreendessem os soldados no quartel para mostrar-lhes que estavam mal preparados e que não estavam a cumprir devidamente o seu dever, ao que Osorio concordou.
Depois de atravessar o rio novamente para o quartel, Fidel instruiu Osorio que ele deveria ser amarrado de acordo com os regulamentos militares, aos quais Osorio concordou novamente, tornando-o, sem saber, um verdadeiro prisioneiro. Após algum reconhecimento, os rebeldes localizaram os guardas, provando que as informações do informante estavam corretas. Os rebeldes então planejaram atacar o quartel, com Camilo Cienfuegos e outros dois atacando o quartel pela extrema direita, Fidel, Che Guevara e outros quatro atacando pelo centro, e Raúl Castro, Juan Almeida e o resto dos rebeldes atacando pela esquerda.

## A batalha

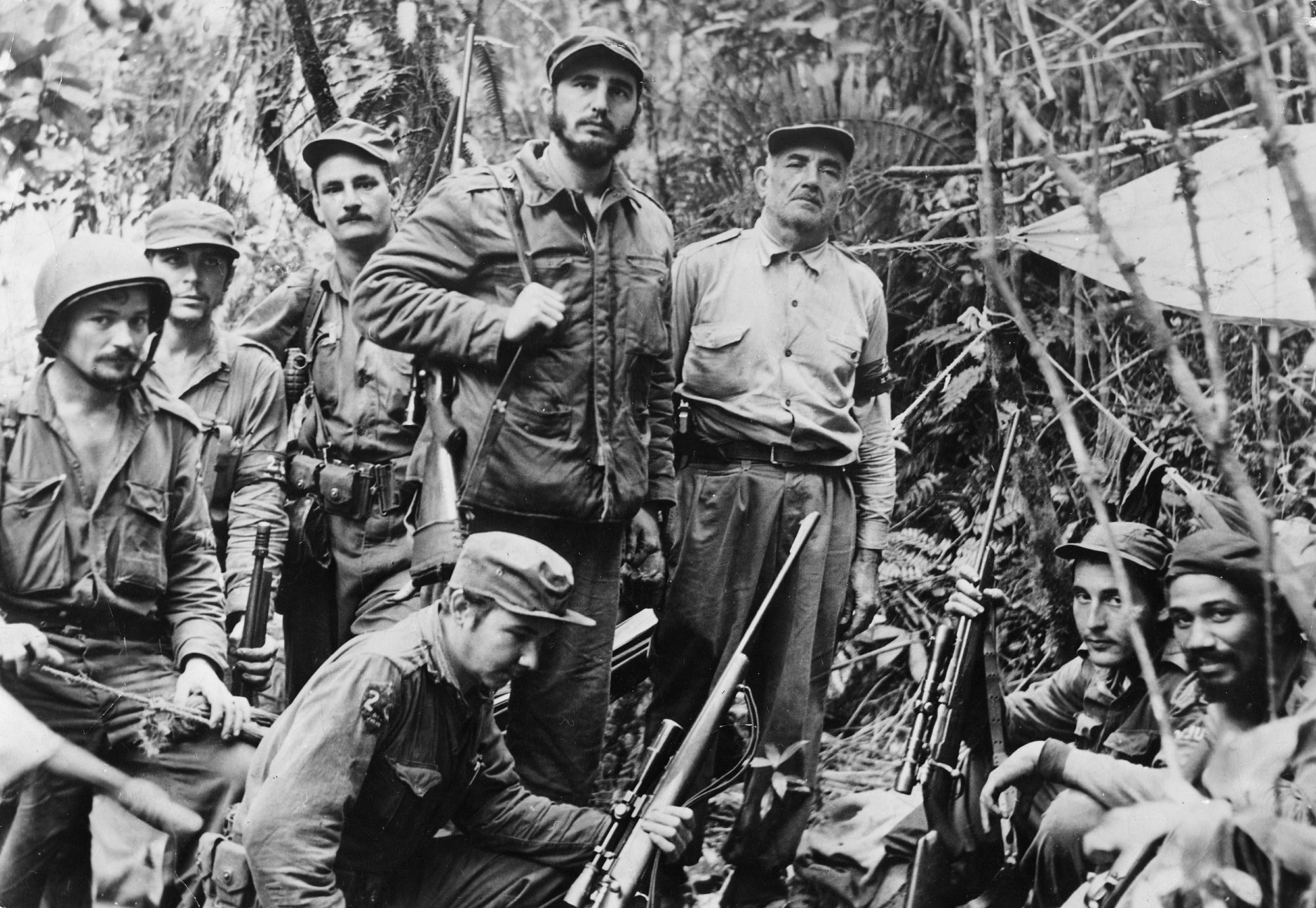
Fidel Castro e seus homens na Serra Maestra.

Após chegar a 40 metros do quartel, Fidel abriu fogo com duas rajadas de metralhadora às 2h40 da manhã, seguido pelo restante dos guerrilheiros. Neste momento, Osorio foi imediatamente executado por Almeida, e os rebeldes começaram a pedir aos soldados que se rendessem. No entanto, os guardas resistiram mais do que o esperado e, cada vez que os rebeldes exigiam que eles se rendessem, o sargento no comando do quartel respondia com tiros de fuzil M1 Garand. Tentando expulsá-los de suas posições, os rebeldes atiraram granadas e dinamite nos soldados, porém com pouco efeito. Depois disso, Guevara e Luis Crespo conseguiram chegar perto de um prédio adjacente e incendiá-lo. Ao incendiarem o edifício, descobriram que se tratava, na verdade, de um armazém de côcos, porém, o incêndio intimidou os soldados que guardavam o quartel, após o que começaram a fugir.
Um soldado acidentalmente encontrou Crespo ao tentar escapar, depois do que ele foi baleado e ferido, e feito prisioneiro. No meio disso, o sargento comandante fugiu do quartel. Com a saída do sargento e os soldados restantes desmoralizados e intimidados, os soldados começaram a sofrer intensas baixas por parte dos rebeldes. Depois que Cienfuegos entrou no quartel, os soldados restantes se renderam prontamente.
Após o fim do tiroteio, os rebeldes capturaram oito fuzis Springfield, uma submetralhadora Thompson e mil cartuchos de munição, reabastecendo os cerca de 500 cartuchos usados pelos rebeldes na batalha. Além disso, também foram apreendidos cintas de munição, facas, alimentos, roupas e combustível. Dois soldados foram mortos, cinco ficaram feridos, dos quais três ficaram gravemente feridos, e três foram feitos prisioneiros, tendo os restantes escapado. Por sua vez, os rebeldes não sofreram quaisquer baixas. Fidel decidiu libertar os soldados capturados e feridos e deixou-lhes os remédios do quartel, após o que os civis mantidos como prisioneiros no quartel foram libertados, o quartel foi queimado e os rebeldes dirigiram-se para Palma Mocha às 4h30 da manhã, um local nas montanhas, onde chegaram ao amanhecer.

## Consequências
Após a batalha, os três soldados gravemente feridos morreram em decorrência dos ferimentos. Mais tarde, um dos soldados do quartel incendiado decidiu juntar-se aos rebeldes e acabaria por atingir o posto de tenente no final da revolução. Antes da batalha acontecer, um cabo e um capataz em Palma Mocha informaram os moradores da vila que a cidade seria bombardeada devido às atividades rebeldes e ordenaram que fugissem. Na realidade, isso era uma farsa, com o objetivo de expulsar os moradores de suas terras para que elas pudessem ser confiscadas. No entanto, uma vez ocorrido o ataque em La Plata, isso se tornou realidade, com a vila já tendo sido bombardeada quando os rebeldes chegaram na manhã do dia 17, e os moradores já tendo fugido.
A batalha em si teve muitas repercussões em Cuba, apesar de seu pequeno tamanho. Até este ponto, muitos acreditavam que os rebeldes tinham sido esmagados e completamente derrotados, mas a batalha no quartel de La Plata e a subsequente Batalha do Arroyo del Infierno cinco dias depois provaram ao país que este não era o caso. Também forneceu aos rebeldes armas, munições, alimentos e equipamentos muito necessários, dos quais não dispunham desde o desembarque do Granma no mês anterior, e reabasteceu o moral perdido devido aos desastres do mês anterior.